# Gonomyia protenta
Gonomyia protenta är en tvåvingeart som beskrevs av Alexander 1978. Gonomyia protenta ingår i släktet Gonomyia och familjen småharkrankar. Inga underarter finns listade i Catalogue of Life.